# Coleharbor
Coleharbor – miasto w Stanach Zjednoczonych, w stanie Dakota Północna, w hrabstwie McLean.